# Paniscedda
La paniscedda, nota anche come pabassina è un dolce tipico di diversi centri dell'Ogliastra, in Sardegna. In particolare a Gairo, Ulassai, Triei, Jerzu diffusasi poi negli areali attigui alla suddetta zona, quali quelli della Barbagia. Si ottiene lavorando vino cotto (saba o binu cottu), mandorle e noci.
È chiamata anche pane di sant'Antonio abate perché viene preparata per la festa del santo, il 17 gennaio. Viene benedetta e si ritiene che mangiarla possa concedere una grazia. Questa tradizione nasce dal racconto della vita di sant'Antonio che risiedette nel deserto ove si cibava di frutta secca e l'agiografia racconta che i corvi gli portassero del pane.